# Josephine Henning
Josephine Henning (født 8. september 1989) er en tysk tidligere fodboldspiller, som spillede i forsvaret for flere klubber, sidst for Arsenal, samt for Tyskland. 

## Karriere
Henning begyndte sin karriere i FC Saarbrücken, hvorpå hun i 2009 skiftede til 1. FFC Turbine Potsdam. I 2011 kom hun til VfL Wolfsburg, hvor hun spillede til 2014. Efter en enkelt sæson i Paris SG kom hun til Arsenal, og efter en kort afstikker til Olympique Lyon kom hun tilbage til Arsenal, hvor hun afsluttede karrieren i 2018.
Hun debuterede på det tyske U/19-landshold i 2007 og fik i alt tyve landskampe på ungdomslandsholdene. Hun fik seniordebut på landsholdet i september 2010, og hun opnåede i alt 42 kampe for holdet. Hun var med ved EM 2013, hvor Tyskland blev europamester (uden spilletid til Henning), og VM 2015, hvor hun fik én kamp. Henning var en del af Tysklands trup til OL 2016 i Rio de Janeiro, hvor holdet akkurat gik videre fra indledende runde med en sejr, en uafgjort og et nederlag. I kvartfinalen vandt tyskerne over Kina 1-0, og i semifinalen besejrede de Canada (som de tabte til i indledende runde) med 2-0. I finalen sejrede de med 2-1 over Sverige og vandt dermed guld foran Sverige, der fik sølv, og Canada, der sejrede i bronzekampen.  Henning blev skiftet ind i to kampe i indledende runde.
Henning var igen med til EM 2017, hvor hun spillede de to første kampe. Her scorede hun et af sine to mål på landsholdet i 2-0 sejren over Italien.

## Privat
Efter afslutningen af sin aktive karriere er hun blevet billedkunstner.
Sammen med sin tidligere landsholdskollega, Anja Mittag, driver hun en podcast med titlen Mittag's bei Henning.